# Sidi Ali Mellal
Sidi Ali Mellal (în arabă سيدي علي ملال) este o comună din provincia Tiaret, Algeria.
Populația comunei este de 7.193 de locuitori (2008).